# Єпархія Друзиліани
Єпархія Друзиліани (лат. Dioecesis Drusilianensis) — колишня християнська єпархія, сьогодні — титулярна єпархія Католицької церкви.

## Історія
Друзиліана — єпископський престол, що належав до митрополії Карфаген у римській провінції Африка (сьогодні — Khanguet-El-Kidem у Тунісі).
Відомі імена двох єпископів цієї єпархії. На Карфагенському собору 411 року, в якому брали участь разом ортодоксальні і донатистські єпископи Африки, були присутні два єпископи Друзиліани: ортодоксальний єпископ Руфін і єпископ-донатист Реститут.
Сьогодні Друзиліана є титулярною єпархією Католицької Церкви. Титулярним єпископом Друзиліани є єпископ-помічник Київської архієпархії УГКЦ Йосиф Мілян.

## Єпископи
- Руфін † (згадується в 411)
  - Реститут † (згадується в 411) (єпископ-донатист)

## Титулярні єпископи
- Йозеф Клеманн † (24 лютого 1931 — 21 березня 1960 помер)
- Хосе Марія Сірарда Лакйондо † (9 квітня 1960 — 22 липня 1968 призначений єпископом Сантандера)
- Фернандо Еррасуріс Ґандарільяс † (31 січня 1969 — 31 серпня 1973 помер)
- Ауреліо Ґранада Ескудеріо † (18 березня 1974 — 30 червня 1979 призначений єпископом Ангри)
- Аффонсо Феліппе Ґреґорі † (2 серпня 1979 — 16 липня 1987 призначений єпископом Імператріс)
- Орасіо Коельо Крістіно † (20 серпня 1987 — 8 травня 1995 помер)
- Джузеппе Мерізі (8 вересня 1995 — 14 листопада 2005 призначений єпископом Лоді)
- Йосиф Мілян (з 16 квітня 2009)